# 冷
冷是熱的相反詞，用來形容一種低溫的客觀條件，是一種缺乏熱能及溫暖的狀態。冷也用來表示對於類似狀態的主觀感受。
理論上最冷的溫度是絕對零度，在开尔文温标下是0 K，若以摄氏温标表示則為−273.15 °C，蘭金溫標下是0 °R，而華氏溫標下則為−459.67度。

## 冷卻
冷卻是指使一個物體變冷，降低其溫度的過程。其作法可以將熱由從一系統中移出，或者將系統暴露在一個低溫的環境下。用來冷卻用的流體通常會稱為冷却剂。
風冷是一種將物體暴露在空氣中的冷卻方式，其前提是空氣的溫度需要比物體低。若加大表面積或減小物體質量都可以提昇空冷的冷卻效果。
另一種常見的冷卻方式是將物體置放在有冰、乾冰或液態氮的環境下，熱由溫度較高的物體流到溫度較低的冷却劑中，使溫度下降。

## 以最冷著名的區域或物體
- 回力棒星雲是宇宙中已知溫度最冷的區域，溫度估計為热力学温标1 K（攝氏-272.15 °C）[2]。
- 在地球利薩如軌道上的赫雪爾太空望遠鏡用大量的氦冷卻，使儀器維持在2 K[3]。
- 宇宙背景輻射大約是對應溫度2.725 K的黑體輻射[4]。
- 海王星的衛星海衛一表面溫度為−235 °C。
- 天王星的大氣溫度為−215 °C[5]。
- 土星最冷的溫度為−175 °C (−285 °F)[6]。
- 水星雖離太陽最近，但因為沒有大氣層可以儲存來自太陽的能量底，背對太陽的一側溫度很低，約有−170 °C[7]。
- 木星最冷的溫度為−145 °C (−230 °F)[8]。
- 火星的溫度約為−125 °C[9]。
- 地球上最冷的大陸為南極洲[10]。最冷的地區是南極洲的富士圓頂，2013年12月，這兒錄得-91.2℃的終極低溫，打破了1983年7月21日在俄羅斯南極科研站沃斯托克站錄得的-89.2℃的低溫紀錄[11]。